# Skupina bratří Mašínů

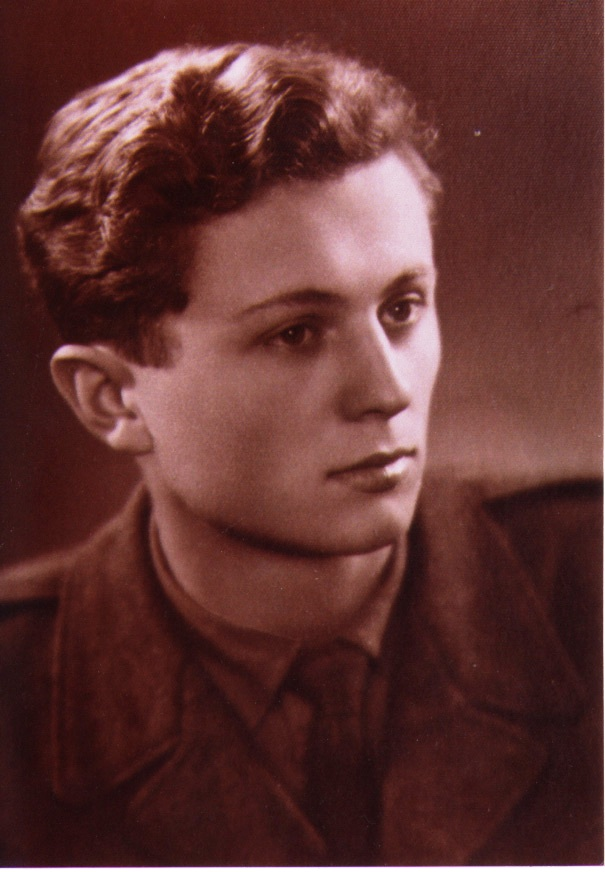
Ctirad Mašín (1950)

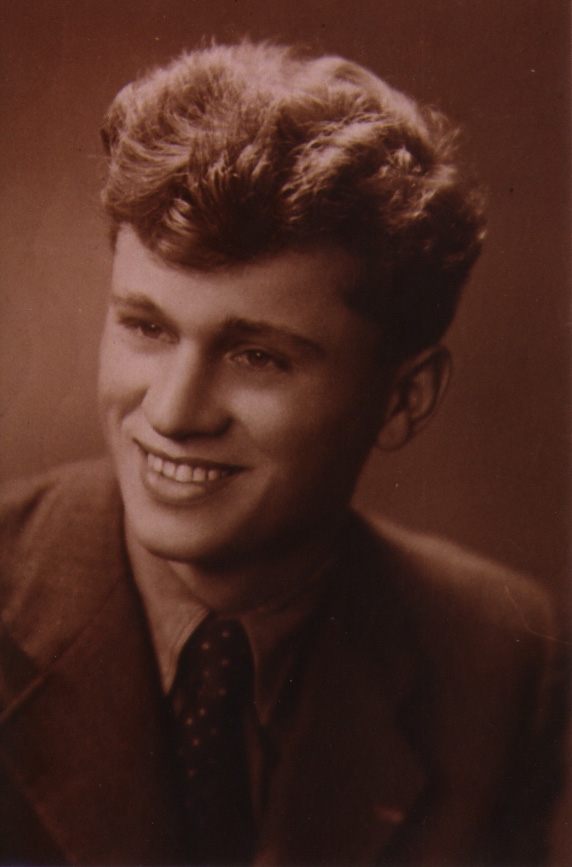
Josef Mašín (1950)

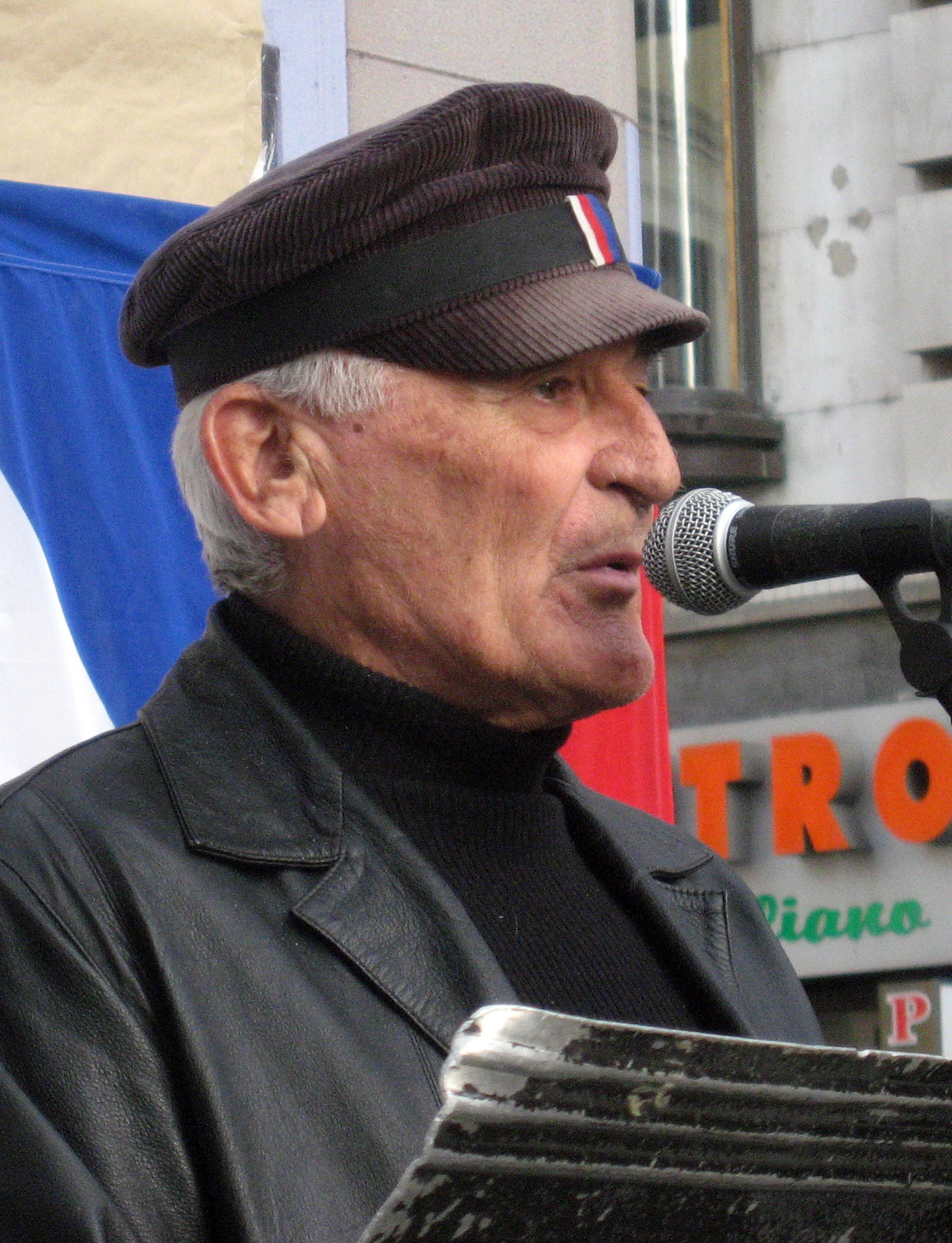
Milan Paumer (2007)

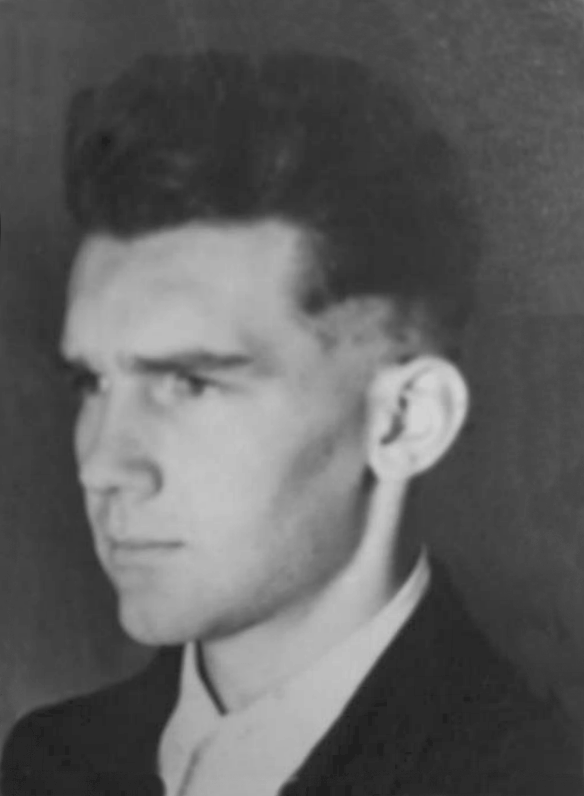
Zbyněk Janata (před rokem 1953)

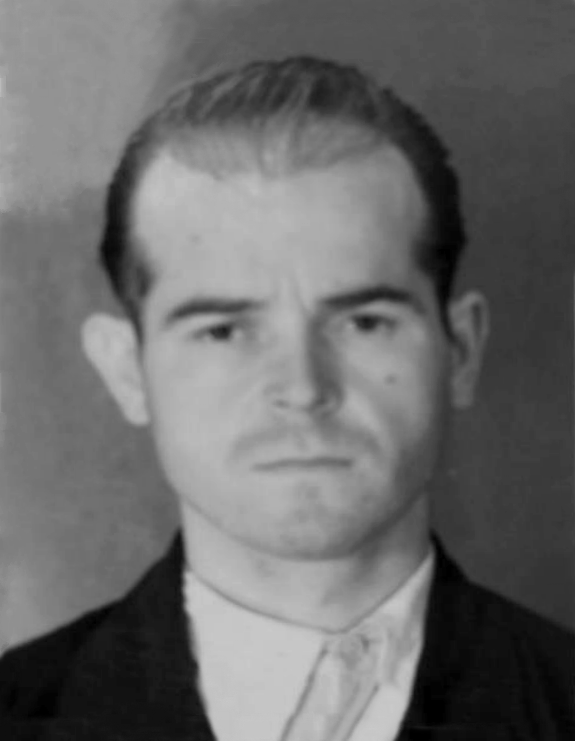
Václav Švéda (před rokem 1953)

Skupina bratří Mašínů byla ozbrojená skupina antikomunistů činná v letech 1951 až 1953 na území Československa a při svém útěku také v Německé demokratické republice. Jejími členy byli Ctirad Mašín a Josef Mašín, synové protinacistického odbojáře Josefa Mašína, Milan Paumer, Zbyněk Janata a Václav Švéda.
V říjnu 1953 se členové skupiny rozhodli emigrovat přes Německou demokratickou republiku do Západního Berlína. Svého cíle nakonec dosáhli pouze bratři Mašínovi a Milan Paumer. Václav Švéda a Zbyněk Janata byli během útěku dopadeni a následně v Československu popraveni.
Činnost skupiny je považována za kontroverzní. Členové skupiny, stejně jako část české veřejnosti, považují její akce za součást legitimního ozbrojeného odboje proti komunistickému režimu. Další část české veřejnosti vnímá členy skupiny jako vrahy, kteří používali ke svým záměrům nepřiměřené prostředky, a považují zabití neozbrojeného zajatce za zločin, který nelze obhajovat legitimním odbojem.
V roce 2008 český premiér Mirek Topolánek ocenil odbojovou činnost bratrů Mašínů a Milana Paumera soukromou iniciativou – Plaketou předsedy vlády. V roce 2011 udělil ministr obrany ČR Alexandr Vondra na pohřbu Ctirada Mašína oběma bratrům Vyznamenání Zlaté lípy.

## Členové skupiny
- Ctirad Mašín
- Josef Mašín ml.
- Milan Paumer
- Václav Švéda
- Zbyněk Janata
- Ctibor Novák

## Posloupnost událostí

### Před rokem 1951
V roce 1945 byli bratři Mašínovi vyznamenáni medailí „Za chrabrost“ za „osobní statečnost v době války“. Ctirad Mašín po roce 1948 během vysokoškolského studia absolvoval záškodnický kurz, organizovaný Svazem brannosti a SČM (Svazem české mládeže, předchůdcem ČSM).
V časných ranních hodinách 24. května 1949 byli v Praze komunisty překvapivě popraveni tři studenti právnické fakulty Univerzity Karlovy, stejně jako Mašínové aktivní účastníci protifašistického odboje, Boris Kovaříček, Josef Hruška a Karel Bacílek. Další student přírodovědecké a právnické fakulty UK Veleslav Wahl byl zatčen 12. září 1949 a popraven později (16. června 1950).
Dne 5. listopadu 1949 byly vykonány v Praze na Pankráci tresty smrti oběšením nad představiteli skupin nestraníků Vratislavem Polesným, Vratislavem Jandou, Josefem Charvátem, Emanuelem Čančíkem, Květoslavem Prokešem a Jaroslavem Borkovcem, odsouzenými v souvislosti s přípravou údajného květnového protikomunistického povstání a snahou osvobodit Heliodora Píku z litoměřického vězení. Ten byl náhle popraven v Plzni Na Borech již 21. června 1949 (převoznou šibenici tam přivezli až z Prahy).
Poté bratři Mašínové vytvořili spolu s Milanem Paumerem, Václavem Švédou a Zbyňkem Janatou odbojovou skupinu.

### Přepadení služebny SNB v Chlumci nad Cidlinou

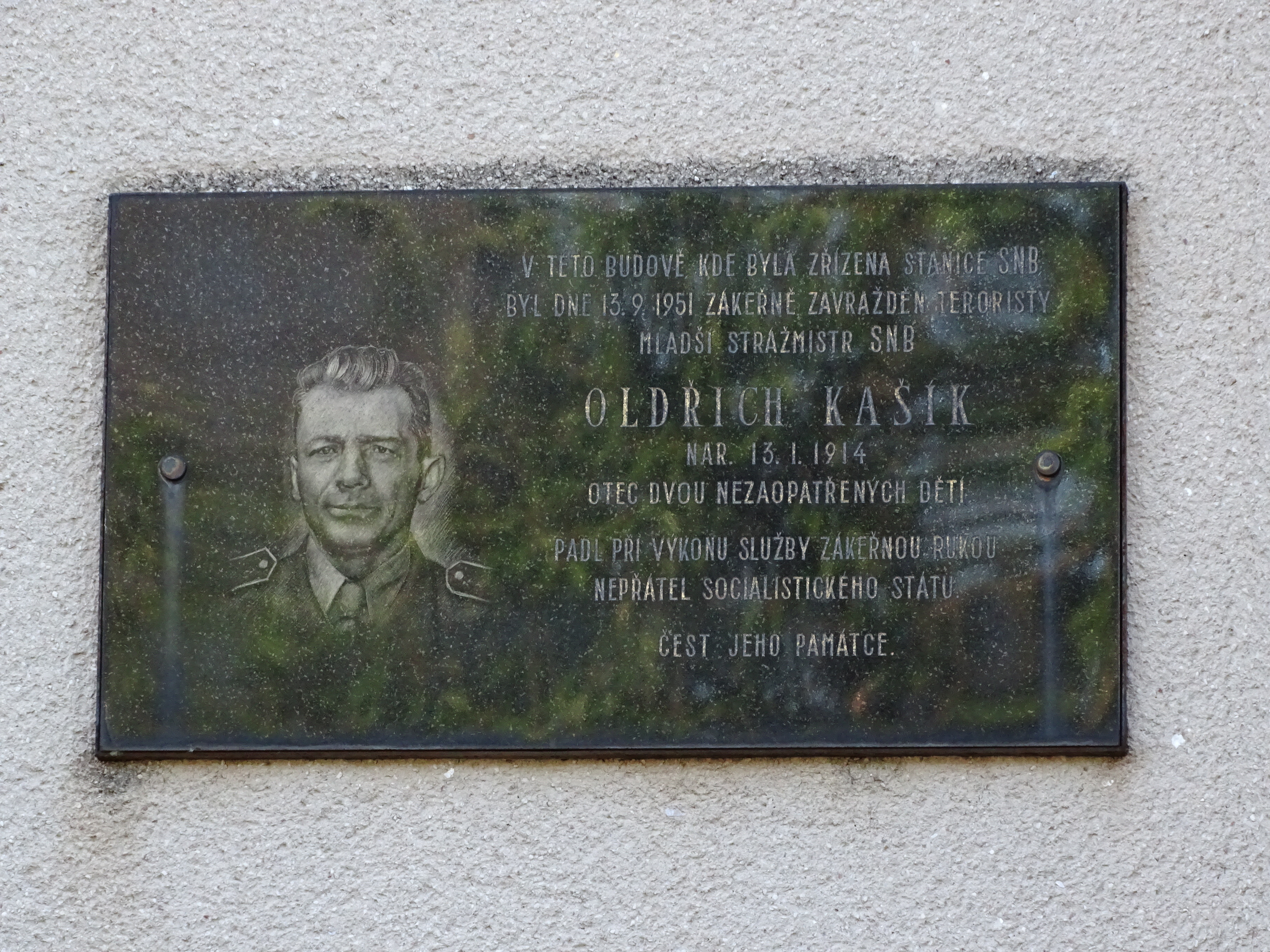
Pamětní deska Oldřichu Kašíkovi na domě čp. 260 v Chlumci nad Cidlinou, kde byla umístěna služebna SNB

První větší akce skupiny, na které bratry Mašíny doprovázel Milan Paumer, se odehrála v Chlumci nad Cidlinou 13. září 1951. Skupina přepadla zdejší služebnu Sboru národní bezpečnosti (SNB). Bratři měli dva plány, nakonec byl zvolen Josefův, a to příslušníka zlikvidovat železnou tyčí. Ctirad udeřil příslušníka Kašíka tlustou železnou tyčí. Příslušník však po úderu nezemřel ani neztratil vědomí, a tak byl zastřelen. V personálním spise Kašíka je uvedeno, že byl od ledna 1948 členem KSČ (předtím krátce členem Československé strany lidové) a zastával různé stranické funkce. Dokumentarista Miroslav Kačor zjistil, že Kašík, který byl hluboce věřící, byl jako bývalý člen lidové strany a poté sociální demokracie pod dohledem StB.

### Přepadení služebny SNB v Čelákovicích
Ctirad Mašín, Milan Paumer a Zbyněk Janata se 28. září 1951 rozhodli opatřit další zbraně, a proto přepadli další služebnu SNB, tentokrát v Čelákovicích. Tentokrát byl zvolen postup, který vymyslel Ctirad – a to příslušníka „okecat, pak mu říct ruce vzhůru, odzbrojit ho, svázat, uspat chloroformem a pak ho oddělat“. Čelákovického příslušníka Jaroslava Honzátka, který toho dne zastupoval za kolegu, vylákali ze služebny pod záminkou dopravní nehody. Příslušníka poté odzbrojili, svázali a vrátili se s ním na služebnu. Zde odcizili několik samopalů, pistole a střelivo. Chloroformem omámeného a spoutaného Honzátka poté podřízl Ctirad Mašín dýkou. Politické podbarvení[ujasnit] zločinu vraždy vyšlo najevo až v souvislosti se soudním řízením s částí skupiny.

### Zatčení po nezdařeném setkání s agentem CIC
Vzhledem k tomu, že bylo stále obtížnější provádět akce, bratři se rozhodli jít na Západ. Jejich cílem bylo získat výcvik v technikách partyzánské války od Američanů, a poté chtěli působit v Československu jako předvoj západních armád. První pokus skupiny selhal, když byl zatčen agent CIC, který je měl doprovázet. Během výslechu prozradil jméno Ctirada Mašína. V říjnu 1951 byli oba bratři a strýc Ctibor Novák zatčeni StB a mučeni. Vyšetřovatelé ale nepřišli na to, že mají v rukou muže zodpovědné za přepadení policejních stanic. Josef Mašín a jeho strýc Ctibor Novák byli propuštěni po několika měsících (ovšem strýc byl popraven později, roku 1955, za údajné podněcování mladistvých ke špionáži). Ctirad Mašín byl v srpnu 1952 odsouzen ke dvěma a půl roku odnětí svobody za přípravu ilegálního přechodu státní hranice. Ctirad byl ve výkonu trestu v uranových dolech v Jáchymově. Trest mu zkrátila amnestie prezidenta Zápotockého v květnu 1953.

### Přepadení vozu s výplatami
2. srpna 1952 zastavili Josef Mašín a Václav Švéda ve stejnokrojích Lidových milicí ve Žlebech na Kutnohorsku vůz se čtyřmi zaměstnanci společnosti Kovolis Hedvikov, v němž byly převáženy mzdy pro zaměstnance (884 239 korun). Při potyčce byl zabit účetní Josef Rošický, který na Mašína a Švédu vytáhl pistoli. Rošický byl dle tvrzení skupiny členem KSČ, přičemž protokol policie z místa činu uvádí mezi osobními věcmi Rošického i legitimaci KSČ vedenou na jeho jméno.
Informace o převozu výplat měla skupina od svého člena Zbyňka Janaty, který v závodu také pracoval. Loupež byla zdůvodněna potřebou opatření hotovosti, za kterou skupina pořídila motorky Jawa, čímž měly být umožněny rychlé přesuny při jejich odbojové činnosti. Část peněz prý však Švéda použil i ke koupi rozkládacího gauče a budování vodovodu ve svém domě.

### Zapalování stohů
7. září 1953 zapálili Ctirad Mašín a Václav Švéda na Hané v okolí Pivína sedmnáct stohů slámy, s cílem oslabit násilnou kolektivizaci. Při noční potyčce s  dobrovolnými hasiči postřelil Mašín člena Pomocné stráže Veřejné bezpečnosti a velitele místních dobrovolných hasičů Jana Leciána a způsobil mu závažné poranění hrudníku a pravého oka.

### Údajná příprava atentátu na Gottwalda
Nedlouho poté, co byla v roce 2008 činnost Mašínů oceněna premiérem Mirkem Topolánkem, přišel tehdejší ředitel Ústavu pro studium totalitních režimů Pavel Žáček s informací, že podle archivních materiálů plánovala skupina i útok na Klementa Gottwalda (jenž zemřel v březnu 1953) a další funkcionáře komunistického totalitního režimu. Zdrojem pro tyto informace je výpověď strýce bratrů Mašínových – Ctibora Nováka – zachycená v záznamech Státní bezpečnosti (StB). Podle Milana Paumera se o útocích jen uvažovalo, a proto je možné s ohledem na vyšetřovací metody StB a zájem komunistů spojit se skupinou Mašínů závažné zločiny považovat výpověď Ctibora Nováka za vynucenou těsně před jeho popravou.

### Útěk z Československa

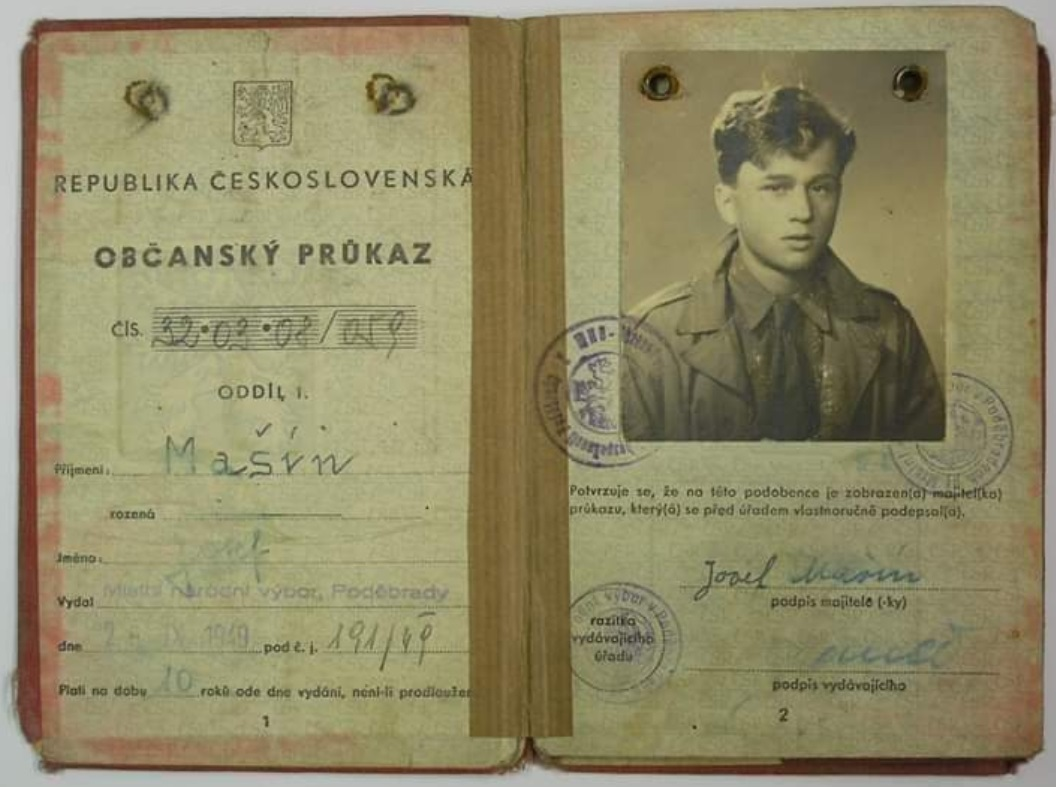
Občanský průkaz Josefa Mašína - vydán roku 1949.

V říjnu 1953 se pětičlenná skupinka rozhodla opustit Československo a přejít do západního Berlína. V noci z 3. na 4. října překročili hranice Československa. Na území NDR byla skupina odhalena a pronásledována příslušníky bezpečnostních sil. Celkem bylo proti pěti odbojářům mobilizováno 20 000 příslušníků Volkspolizei a Sovětské armády. Ve stanici Uckro byli při pokusu o zatčení skupiny zastřeleni komisaři Volkspolizei Hermann Grumini a Martin Lehmann, další policista byl těžce zraněn. Potom byli při obkličování u Waldowa zastřeleni příslušníci Volkspolizei Herbert Hoffmann (31) a Heinz Sunkel (23).
Dva členové skupiny, Zbyněk Janata a Václav Švéda, byli dopadeni (Janata ve stanici Uckro, Švéda vážně zraněn v obklíčení u Waldowa) a vydáni do Československa, kde pak byli popraveni.
Josef Mašín a Milan Paumer dorazili do západního Berlína 31. října přes kasárny Rudé armády. Ctirad Mašín dosáhl západní části Berlína téhož dne na podvozku vlaku. Milan Paumer byl poté několik dní hospitalizován s průstřelem břicha. Později, v USA, se všichni tři přeživší členové skupiny přihlásili do americké armády (82. výsadková divize, Fort Bragg), kde podle svých vlastních slov chtěli pokračovat v boji proti komunismu v řadách americké armády či se navrátit do Československa jako agenti chodci. Josef Mašín také uvádí, že již po deseti dnech pobytu v západním Berlíně navrhovali návrat do NDR za účelem osvobození Václava Švédy, plán se ale nesetkal s pochopením americké strany a byl označen za „šílený“.

## Oběti na životech

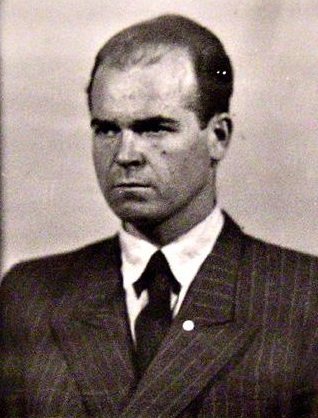
Vazební fotografie Václava Švédy, pořízená v roce 1954, po předání zadrženého do Československa

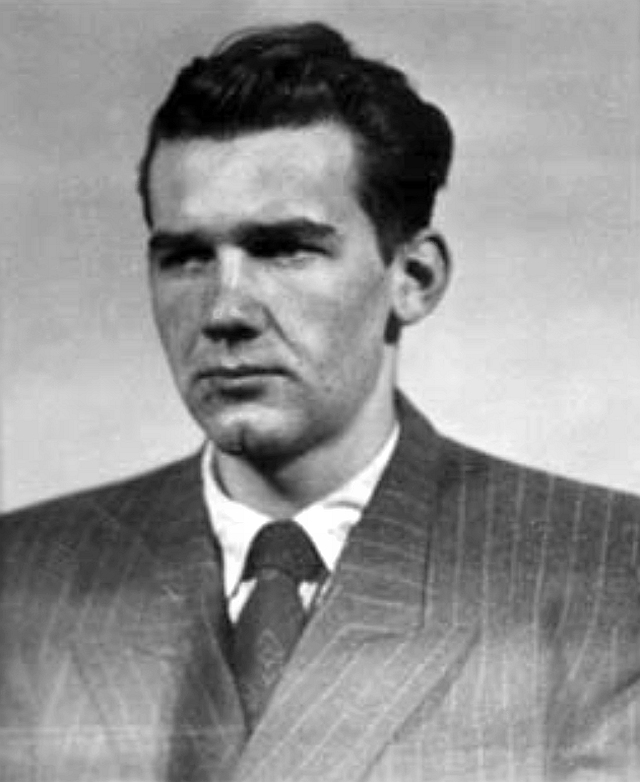
Vazební fotografie Zbyňka Janaty, pořízená v roce 1954, po předání zadrženého do Československa.

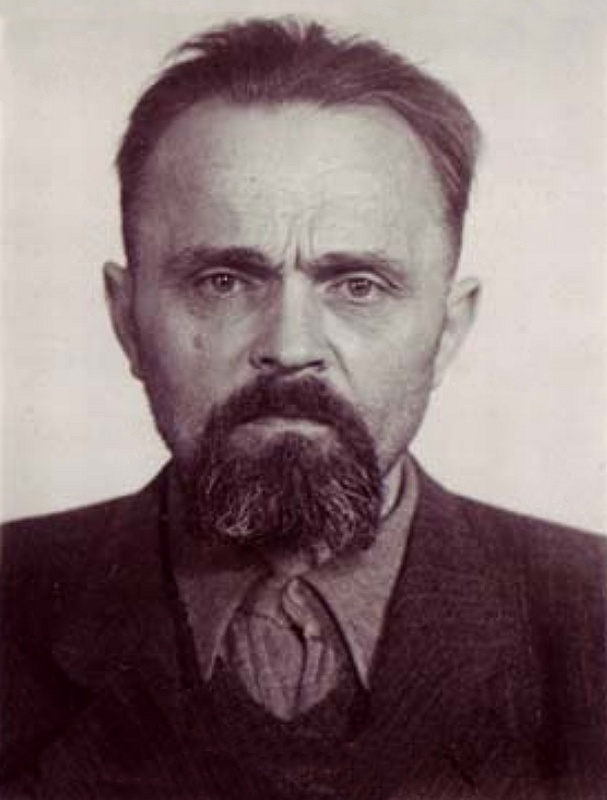
Vazební fotografie Ctibora Nováka

Během ilegálních akcí skupiny na území ČSR a posléze při odchodu skupiny do Německa bylo zabito celkem sedm osob na straně protivníků skupiny. V Československu byly v souvislosti s činy skupiny odsouzeny a popraveny tři osoby. Ve věznici zemřela čtvrtá. Samotní Mašínové měli pod vlivem komunistické propagandy představu, že existuje v ČSR více odbojových skupin (Heliodor Píka, Milada Horáková), ale ve skutečnosti tito lidé byli pouze obětí režimu a pokud se nějaké protikomunistické akce skutečně odehrály, nebyly patrně nijak organizované.
Výčet přímých a nepřímých obětí boje skupiny Josef Mašín, Ctirad Mašín, Milan Paumer, Zbyněk Janata, Václav Švéda:
- 2 příslušníci Sboru národní bezpečnosti.
- Josef Rošický.
- 2 komisaři východoněmeckých ozbrojených složek „Volkspolizei“ na stanici Uckro, oba zastřeleni Ctiradem Mašínem.[19]
- 2 příslušníci „Volkspolizei“ během obklíčení v lesíku u Waldowa, oba zastřeleni Ctiradem Mašínem.[20]
- V souvislosti s pronásledováním skupiny v NDR zemřeli i 3 policisté střelbou z vlastní strany.

Popravení členové skupiny:
- Zbyněk Janata: Odsouzen za velezradu, pokus o vraždu, loupež a rozkrádání národního majetku k trestu smrti, přestože nikdy nenosil zbraň. Jeho otec bez úspěchu žádal o milost či zmírnění trestu prezidenta republiky Antonína Zápotockého. Zbyněk Janata byl popraven v Praze na Pankráci společně s Václavem Švédou a Ctiborem Novákem dne 2. května 1955.
- Václav Švéda: Odsouzen k smrti a popraven za velezradu, sabotáže, pokus vraždy, loupež a rozkrádání. V r. 1993 krajským soudem v obnoveném řízení posmrtně rehabilitován, zproštěn obžaloby z trestných činů sabotáže a velezrady, ale znovu odsouzen pro pokus vraždy, loupeže a rozkrádání k úhrnnému zbytkovému trestu patnácti let. Měl 2 děti. Dopis otce na rozloučenou dostaly až po 40 letech.

V souvislosti s působením skupiny byli odsouzeni také:
- Ctibor Novák: bratr Zdenky Mašínové. Popraven 2. 5. 1955. Rozsudek uvádí: „Ctibor Novák je ústřední postavou, inspirátorem aktivit skupiny a podněcovatelem ostatních mladistvých účastníků ke špionáži ve prospěch imperialistických mocností. Spáchal trestný čin velezrady podle § 78, odst. 3 písm. d, zák. č. 86/50.“ V kauze „Trestní věc proti Ctiboru Novákovi a spol.“ byly vykonány celkem 3 rozsudky smrti. Rozsudky vynesl Nejvyšší soud v Praze, předseda senátu JUDr. Jan Novák, prokurátor JUDr. Václav Šáňa. Vyšetřování trvalo více než rok. V roce 1990 byl rehabilitován. Návrhem krajské vojenské rehabilitační komise v Hradci Králové z 23. 3. 1991 byl povýšen na plukovníka in memoriam.[21]
- Zdenka Mašínová (roz. Nováková), matka bratří Mašínů: 25 let odnětí svobody, velezrada, spoluúčast ve „zločinném spiknutí proti republice“. Zemřela 12. 6. 1956 ve věznici.
- Vratislav Švéda (* 1927) a Zdeněk Švéda (* 1922), bratři Václava Švédy: 22 let odnětí svobody (propuštěni podmínečně až v roce 1964)

Ctirad Mašín rok a půl před svou smrtí odmítl názory, že při přepadení služeben SNB zabíjet nechtěli, ale měli zájem jen o zbraně. Otevřeně přiznal, že cílem skupiny bylo zabití komunistů a jejich přisluhovačů. V roce 2011 Ctirad Mašín zpochybňoval počet zabitých vojáků a policistů, patrně jich bylo podle jeho slov o 1 více (tedy 5), také zpochybnil jejich fotografie.

## Hodnocení činů skupiny
V české veřejnosti lze identifikovat dva tábory, z nichž jeden považuje skupinu bratrů Mašínů za lupiče a vrahy, druhý za národní hrdiny, kteří vedli legitimní ozbrojený odboj proti totalitnímu komunistickému režimu, který vyhlásil třídní boj a tyranizoval český národ.
V roce 2011 uskutečnila agentura SC & C průzkum veřejného mínění v ČR s tematikou odbojové skupiny bratří Mašínů. Průzkumu se zúčastnilo 675 lidí. Podle tohoto průzkumu bratry Mašíny považuje za hrdiny 15 % respondentů. 25 % respondentů si myslí, že by měli být za své činy souzeni. Pro 27 % je činnost v letech 1951–1953 neospravedlnitelný kriminální čin oproti 40 %, kteří na to nemají jednoznačný názor. 65 % oslovených, kteří je znají, si myslí, že si žádné ocenění nezaslouží, oproti 30 %, kteří navržené medaile od ministra obrany schvalují. 5 % dotázaných by doporučilo udělení státního vyznamenání. Průzkum uveřejnila Česká televize 20. srpna 2011.

### Rambousek, Škvorečtí a Havel
Ota Rambousek napsal, převážně podle vyprávění Ctirada Mašína, útlou knihu s názvem Jenom ne strach (1986). Na jaře 1987 obdrželo rukopis nakladatelství manželů Škvoreckých '68 Publishers. Škvorečtí měli knihu vydat, jelikož bratři Mašíni byli mezi krajany v emigraci populární. Ukázky z knihy byly otištěny v časopise Západ (duben 1987), který byl zaslán Václavu Havlovi do ČSSR. Václav Havel poslal do Toronta 16. prosince 1987 reakci na úryvky knihy, které si v časopise Západ přečetl, aniž by si vyžádal rukopis knihy, který byl již hotov a z něhož by mohl lépe pochopit celkový kontext. Havel o tom, co četl v Západu, napsal Škvoreckému: „Mám výhrady proti některým jeho polohám, které bych tu nerad teď nějak stručně charakterizoval, protože bych je tím asi simplifikoval. Snad jen to bych mohl, že mi přecházel mráz po zádech, když se na stránkách Západu můj dávný spolužák z Poděbrad kasal tím, kolik lidí zabil.“
Ctirad Mašín si obsah dopisu vysvětlil jako výsledek dozoru StB, která na Václava Havla dohlížela. Také poznámku o spolužákovi nekomentoval, Václava Havla neznal a na škole v Poděbradech byli zapsáni v různých ročnících. Proč se Havel označil za spolužáka Mašínů, je záhadou, snad se tím snažil navodit více přátelský tón a mírnit tím kritičnost soudu bratrů Mašínů. Kniha poté u Škvoreckých nevyšla, až v roce 1990 ji vydalo Nezávislé tiskové středisko. Ctirad Mašín se ještě k Havlově dopisu, kde byl označen za „spolužáka z Poděbrad“, vrátil 25. srpna 1996 v dopise, v němž vyzývá Havla, aby odstoupil.
Mašínovu kritiku Havla kritizuje i chartista a evangelický farář Miloš Rejchrt. Činí tak v dopise, který zaslal na ministerstvo obrany do rukou Alexandra Vondry v srpnu 2011. Rejchrt se cítí dotčen, že by měl být oceněn člověk, který použil slova, podle kterých je Václav Havel „kretén pěstovanej estébákama“. „Autorovi tohoto výroku o prezidentovi mé republiky má nyní ministr vlády téže republiky vzdávat hold a předávat vyznamenání. Prosím, vážený pane ministře, vzepři se tomu, předveď, že i politik si může uchovat kontinuitu osobního směřování a nerozcupovat svůj život v nespojitelné útržky.“

### Rehabilitace a zbytkové tresty
V 90. letech proběhla částečná rehabilitace lidí, kteří se v 50. letech vydali na cestu ozbrojeného odporu proti KSČ. Celkem zůstalo zbytkových trestů po rehabilitačních řízeních v 90. letech cca 50 000. Zákon č. 198/1993 Sb. (o protiprávnosti komunistického režimu a o odporu proti němu) označuje odpor proti režimu za „spravedlivý, morálně oprávněný a hodný úcty“. O zbytkových trestech a justici promluvil J. Mašín v Bohemia Hall.

### Nominace na Čestnou medaili T. G. Masaryka
V roce 1998 byli bratři Mašínové, jako představitelé třetího odboje, navrženi na Čestnou medaili T. G. Masaryka. Návrh byl komisí Masarykova demokratického hnutí tehdy zamítnut, s tím, že „někoho“ zabili. Navrhovatelé, místopředseda Masarykova demokratického hnutí doc. Vratislav Preclík a PhDr. Zdeněk Koňák, žák Václava Černého, kteří usilovali o ocenění obou bratří a Milana Paumera již od roku 1995, byli tehdy na předsednictvu Masarykova demokratického hnutí přehlasováni. Čestná medaile Tomáše Garrigua Masaryka, kterou převzala Zdena Mašínová (sestra bratří Mašínů), byla potom udělena jejich otci, generálu Josefu Mašínovi, in memoriam.

### Televizní diskuse

#### Aréna ČST, 1995
Pořad byl vysílán koncem srpna 1995. Hosty byli JUDr. Milan Hulík, JUDr. Pavel Rychetský (proslul větou o porušování ženevských konvencí), JUDr. Miroslav Kříženecký a Miroslav Rošický, synovec zabitého účetního Josefa Rošického. Ctirad Mašín se zúčastnil pořadu díky telemostu z Clevelandu. Spor se vedl především o pojetí obyčejného policajta, Rychetský tvrdil, že je to ten, co chytá zloděje slepic, Ctirad Mašín považoval příslušníka SNB v 50. letech za základní stavební článek diktatury proletariátu. Padaly výrazy jako partyzánská válka, ženevské konvence, efektivita sabotáží, hromadné odchody příslušníků z SNB, zabití válečného zajatce, první republika a opozice atd. Hlasování po telefonu bylo ukončeno v neprospěch bratří Mašínů – skóre znělo 5309:4918 v jejich neprospěch. Ctirad Mašín tvrdí, že se nikdo z jeho přátel, kteří chtěli volat do studia a hlasovat pro bratry Mašíny, nemohl do studia dovolat. V téže době necelých 30 % obyvatel ČR zastávalo názor, že by bratři Mašínové měli být za svoji odbojovou činnost trestně stíháni.

#### Hyde Park ČT24, 2011
Vysílání proběhlo 26. srpna 2011 v 20:05. V pořadu zazněly kritické výpovědi lidí, jejichž blízcí přišli při cestě skupiny Mašínů za svobodou o život: poprvé veřejně promluvila Alena Kašíková, 37letá vnučka policisty Oldřicha Kašíka, dále velmi kriticky vůči Mašínům vystoupil Stanislav Rošický, 68letý syn účetního Josefa Rošického. V diskusi se vyjádřili i historici Tomáš Bursík a Petr Zídek. Většina diváků v diskusi se vyjádřila kriticky k činům bratří Mašínů v kontrastu s nedávným udělením vojenského Vyznamenání Zlaté lípy Josefu Mašínovi a Ctiradu Mašínovi při účasti ministra obrany ČR Alexandra Vondry na pohřbu Ctirada Mašína v USA.

### Pohřeb Milana Paumera
Premiér Petr Nečas na pohřbu Milana Paumera v Poděbradech (4. 8. 2010) oponoval těm, kdo pokládají skupinu bratrů Mašínů za kontroverzní z důvodu lidských obětí jejich činů. Vyslovil názor, že proti zotročení může člověk bojovat všemi prostředky; opak by zpochybnil všechny odboje. Tehdejší předseda senátu Přemysl Sobotka tamtéž řekl, že: „Proti režimu, který popravil stovky nevinných, věznil statisíce svých odpůrců, vyháněl občany z jejich vlasti a devastoval stát, měl každý plné právo zvednout zbraň. Za takové situace měli svaté právo ti nejstatečnější pozdvihnout zbraň proti diktatuře“.

### Novináři a politologové
Podle politologa Bohumila Doležala (1999, 2003) měl soud po sametové revoluci prohlásit, že činy nebyly trestné (nikoliv jen že byly promlčené), protože se skupina postavila proti zločinnému režimu. Na druhou stranu, prostředky, které Mašínové použili, byly nepřiměřené a neodpovědné – vhodné spíše pro občanskou válku než pro tehdejší situaci. Neměli by proto být dáváni za vzor.
Historik a novinář Tomáš Zahradníček u příležitosti úmrtí Milana Paumera (29. 7. 2010) odsoudil činnost celé skupiny. Podle něho špatně posuzovali situaci, protivníky i prostředky. Nedokázali nic víc než zabít několik náhodných lidí, které považovali za nepřátele. Byl to extrémní projev rozpadu společnosti na malé skupiny („ostrůvky svobody“) se silnými vazbami uvnitř a nedůvěrou navenek, který začal už za nacistické okupace. Hrdinstvím v 50. letech bylo nestřílet, ale snažit se v rámci možností o něco užitečného (za příklad dává bratry Medkovy a Havlovy); Mašínové místo toho jen způsobili mnoho utrpení nevinným bez jakéhokoli výsledku. Zahradníčkův postoj nepřímo podpořil i prezident Václav Klaus.

### Hodnocení činů skupiny v zahraničí
- Bratři Mašínové nebyli nikdy do ČSR ani ČSSR vydáni. StB či Stasi se pokoušela bez úspěchu o únos Josefa Mašína do Československa čtyřikrát.[37][38]
- Po roce 1992 se mohli volně pohybovat na Slovensku a mít tam přednášky
- V roce 2005 obdrželi bratři Mašínové Masarykovu cenu v kanadském Halifaxu (viz sekci „Vyznamenání“)
- Josef Mašín pracoval pro americkou armádu, kam byl znovu povolán pro konání přednášky o jejich ilegální činnosti v Československu a odchodu skupiny přes obklíčení ve východním Německu.

## Vyznamenání
- 1946: Medaile Za chrabrost. Udělil: Dr. Edvard Beneš. Bratři Ctirad a Josef byli vyznamenáni prezidentem Edvardem Benešem za „osobní statečnost v době války“.[39]
- 2005: Masarykova cena. Udělili: kanadští krajané. V roce 2005 dostali bratři Ctirad a Josef Masarykovu cenu, kterou čeští a slovenští emigranti udělují od roku 1985 na východě Kanady v Halifaxu[40]. Masarykova cena je uváděna v originále jako: Award by a Czech and Slovak association in the Canadian city of Halifax. [41]
- 2008: Plaketa předsedy vlády. Udělil: premiér ČR Mirek Topolánek. Nově vytvořenou Plaketu předsedy vlády České republiky předal 28. února 2008 ve Spojených státech Josefu Mašínovi a dne 4. března 2008 v pražské Kramářově vile Milanu Paumerovi. Podle svých slov ji Topolánek udělil, aniž svůj záměr s někým konzultoval. Vyznamenání od Mirka Topolánka vzbudilo novou vlnu diskuse o třetím odboji. Některé veřejně známé osoby s vyznamenáním nesouhlasily.[42][43]
- 2010: Pamětní list Senátu ČR. Udělil: Senát Parlamentu České republiky [44]. 3. října 2010 proběhla v Bohemia Hall beseda s Josefem Mašínem. Josef Mašín vyprávěl o akcích v Československu (především o svém souboji s Rošickým) a popsal odchod skupiny do západního Berlína v roce 1953. Senátor Tomáš Grulich během diskuse předal Josefu Mašínovi ocenění předsedy Senátu Přemysla Sobotky „Pamětní list senátu“, které platí i pro jeho bratra Ctirada.[45]
- 2011: Zlatá lípa. Během pohřbu Ctirada Mašína v Clevelandu mu bylo uděleno vojenské Vyznamenání Zlaté lípy in memoriam a zároveň uděleno stejné vyznamenání i přítomnému bratrovi Josefovi. Vyznamenání udělil 25. srpna 2011 ministr obrany ČR Alexandr Vondra.

## Odraz v médiích

### 30 případů majora Zemana
Osmý díl kontroverzního seriálu ze sedmdesátých let 20. století 30 případů majora Zemana pojmenovaný Strach je propagandistické dílo, které bylo volně inspirováno činností skupiny bratrů Mašínů.

### Dokument Miroslava Kačora –Svědomí hrdinů
Roku 2008 se na veřejnost dostal dokument, který se prezentoval jako "nestranný". Jeho autorem byl publicista Miroslav Kačor, spolupracovník TS Ostrava České televize, bývalý důstojník Státní bezpečnosti v Ostravě. Premiéra filmu se uskutečnila na projekci organizované poslaneckým klubem KSČM v Poslanecké sněmovně s úvodním slovem Vojtěcha Filipa, bývalého tajného spolupracovníka StB v kategorii agent s krycím jménem "Falmer". Paralelně s ním byla vydána i kniha stejného názvu, kde autor používá autentické záznamy z výslechů dopadených spolubojovníků bratří Mašínů, které byly pořízeny pod nátlakem ze strany členů represivního totalitního režimu. K této knize a filmovému dokumentu je důležité dodat, že se na jejich produkci finančně podíleli členové KSČM, včetně bývalého člena KSČ a spolupracovníka StB, Vojtěcha Filipa, který je od roku 2005 i předsedou KSČM. Oba výstupy (dokument i kniha) čelily značné kritice, a kromě příznivců komunistických myšlenek či bývalých komunistů se nesetkaly s pozitivním přijetím.[zdroj?]

### Pochod Mašínů 2005
Pochod Mašínů 2005 byla akce, která podle dokumentů a vyprávění (účastnil se Milan Paumer) rekonstruovala odchod ilegální skupiny na Západ. O akci informovala hlavní česká tištěná i elektronická média. Účastníci vyšli v pěti lidech, putovali 9 dnů, urazili 180 km pěšky a 80 km ujeli vlakem stejně jako ilegální skupina. Iniciátorem akce byl Ondřej Karas.

### Filmy
Režisér Tomáš Mašín po roce 2010 připravoval film Zatím dobrý podle stejnojmenného románu Jana Nováka. Po mnoha potížích se film začal natáčet v létě 2022 a pod názvem "Bratři". Film měl premiéru 26. října 2023.

### Hrdinové s otazníkem
Český rozhlas v roce 2015 zařadil bratry Mašíny do svého projektu Hrdinové s otazníkem mezi deset nejednoznačných hrdinů moderní historie.

### Bratři Mašínové v hudbě
Příběh útěku z ČSR do Západního Berlína ve své rapové písni Pepa a Radek (Bratři Mašínové) ztvárnila skupina Závodní Ovce z Písku. Popisuje průběh útěku, s tím, že na konci písně nabídne úvahu ať každý sám posoudí, kdo byl větší zločinec, zda Gottwald se Stalinem či Mašíni a Paumer.
Osud odbojové skupiny zhudebnil v písni „Bratři Mašínové“ také punková nacionalistická hudební formace Celková impotence. Píseň oslavující odbojovou činnost bratrů Mašínů i mezi jejich příznivci budí kontroverze a není přijímána jednotně.
Upřímnou poklonu odbojové činnosti skupiny bratří Mašínů vyjádřil český zpěvák, textař, karikaturista a autor kreslených vtipů Jan Vyčítal ve své písni Vás chci pozdravit, bráchové Mašínové. Zpěvák se dobře znal a přátelil s Milanem Paumerem, členem odbojové skupiny a občas se i účastnil jeho osvětových aktivit a besed s mládeží.
Kapela Epydemie složila píseň Mašinérie.
V roce 2022 jejich příběh stručně zhudebnil písničkář Vráťa Hošek v 5. písni svého alba Pro Nadčlověky s názvem Mašín.

### Dokumentární filmy
- Dokumentární filmy Martina Vadase „o činnosti odbojové skupiny bratří Mašínů a jejich rozporuplném přijetí v postkomunistickém Česku“:
  - Proti komunismu se zbraní v ruce, se vstupy JUDr. Pavla Bretta, zástupce ředitele ÚDV, historiků Dr. Jana Němečka, Dr. Jiřího Pernese a d. (ČT 1999)
  - Země bez hrdinů, země bez zločinců… (ČT 1996)
- Svědomí „hrdinů“, režie Miroslav Kačor. V dokumentu vystupují potomci obětí. (2008)
- (německy) Ute Bönnen, Gerald Endres "Der Luckauer Krieg – Flucht nach Westberlin", interview s bratry, bývalými členy Volkspolizei a očitými svědky